# Жозеф Оллер
Жозеф Оллер (кат. Josep Oller i Roca) (1839—1922) — іспанський підприємець, який жив у Парижі протягом більшої частини свого життя. Він заснував кабаре Мулен Ружі був винахідником тоталізатора.

## Біографія
Народився в Терасі. Жозеф Оллер емігрував до Франції з родиною, будучи дитиною. Пізніше він повернувся до Іспанії, щоб вчитися в університеті в Більбао. Там він полюбив півнячий бій і почав свою кар'єру букмекера.
У Парижі в 1867 році Жозеф Оллер винайшов новий метод ставок, який він назвав Pari Mutuel. Він успішно представив свою систему на французьких гоночних трасах. Проте, в 1874 році Жозеф Оллер був засуджений до п'ятнадцяти діб тюремного ув'язнення і штрафу в розмірі за незаконні азартні ігри. Пізніше, в 1891 році, французька влада легалізувала свою систему і заборонили фіксовані шанси ставок.
У 1870 році він переїхав до Лондона протягом деякого часу, щоб уникнути франко-прусської війни. Там він увійшов у контакт зі світом сцени.
З 1876 Жозеф Оллер зосередив свою увагу на індустрії розваг. Вперше він відкрив різні аудиторії і місця. Але це було в 1889 році, коли він був відкритий знаменитий Мулен Руж. Через чотири роки, він відкрив перший паризький мюзик-хол: Паризьку Олімпію.
Був похований на кладовищі Пер-Лашез.